# Guerre des Quatre Jours
- Territoire contrôlé par le Haut-Karabagh
- Territoire revendiqué par le Haut-Karabagh mais contrôlé par l'Azerbaïdjan

Conflit frontalier au Haut-Karabagh
Batailles
- Guerre de 1988-1994
- Affrontements de Mardakert de 2008
- Affrontements de 2010
- Affrontements de Mardakert de 2010
- Affrontements de 2012
- Affrontements de 2014
- Destruction d'un hélicoptère en 2014
- Guerre d'Avril
- Affrontements de 2018
- Affrontements de juillet 2020
- Guerre de 2020
- Opération Farukh
- Guerre de 2023

La guerre des Quatre Jours,,, ou guerre d'Avril, est un conflit post-soviétique qui a lieu en avril 2016 sur la frontière qui sépare la république du Haut-Karabagh et l’Azerbaïdjan, dans le cadre du conflit frontalier au Haut-Karabagh.

## Contexte
En 1994, un cessez-le-feu met fin à la guerre du Haut-Karabagh qui oppose, d'un côté, les Arméniens du Haut-Karabagh et l'Arménie et, de l'autre, l'Azerbaïdjan. Cependant aucun traité de paix n'est signé et ponctuellement des escarmouches éclatent les années suivantes sur la frontière. Le cessez-le-feu est régulièrement violé, ce qui entraîne des pertes humaines de part et d’autre de la frontière. Cependant, les affrontements d’avril 2016 constituent la violation la plus grave du cessez-le-feu de 1994 jusqu'à la la seconde guerre du Haut-Karabagh.
L’un des éléments expliquant l’offensive est la détérioration de la situation économique en Azerbaïdjan. Ces affrontements sont utilisés par le régime azerbaïdjanais pour détourner l’attention de la population de la hausse des prix et du chômage grandissant provoqués par l’effondrement des prix du pétrole en 2015-2016. L’autre élément est le fait que l’Azerbaïdjan préparait depuis plusieurs années des opérations offensives contre le Haut-Karabagh, comme en témoigne l’accumulation de forces militaires.
Le 24 novembre 2015, dans son discours à l’occasion de la session inaugurale de la 5e législature du parlement azerbaïdjanais, le président Ilham Aliyev déclare : « notre priorité est d'améliorer notre capacité militaire. Nous avons eu beaucoup de succès dans ce domaine ces dernières années. La capacité de combattre de notre armée augmente. Nous nous munissions des équipements, armes et munitions les plus sophistiqués. L’armée azerbaïdjanaise est aujourd’hui parmi les plus fortes à l'échelle mondiale. Ce processus se poursuit malgré le fait que notre budget a diminué. Cependant, les dépenses militaires sont une question prioritaire, car nécessaires pour le règlement du conflit du Haut-Karabagh et pour la sécurité de notre pays ».

## Déroulement
Des affrontements éclatent dans la nuit du 1er au 2 avril 2016, sur la frontière du Haut-Karabagh, à la suite d'une offensive de l’armée azerbaïdjanaise. Selon Thomas de Waal, analyste à la Fondation Carnegie pour la paix internationale, plus de 20 000 soldats sont présents de chaque côté de la ligne de front. Des chars, de l'artillerie lourde et des hélicoptères sont engagés. L'Azerbaïdjan affirme avoir pris le contrôle du village de Talish et de deux collines, ce que dément l'Arménie. Il s'agit des affrontements les plus sanglants depuis le cessez-le-feu conclu en 1994.
Le 3 avril, des tirs d'artillerie continuent d'avoir lieu, malgré l'annonce de l'Azerbaïdjan de « cesser unilatéralement les hostilités ».
Le mardi 5 avril, un cessez-le-feu bilatéral est proclamé, réaffirmé le 8 avril, sous l'égide du CICR, en particulier de 15 à 20 heures UTC afin de permettre la recherche des corps de disparus.
L’Azerbaïdjan prétend avoir conquis 2 000 hectares de terrain, tandis que les autorités arméniennes reconnaissent une perte de 800 hectares sans importance stratégique.
L'État d'Israël est par ailleurs mis en cause par l'Arménie dans les affrontements. En effet, les Israéliens ont fourni à l'armée azérie plusieurs drones-bombes IAI Harop, dont un a frappé un bus transportant des volontaires arméniens. La chef de fraction à la Knesset Zehava Gal-On déplore par ailleurs le fait que les armes ne doivent « certainement pas [être utilisées] contre les civils, parce qu'il existe une crainte importante que les lois de la guerre aient été violées à l'aide d'armes israéliennes ».

## Pertes humaines et matérielles
Les deux camps affirment tous les deux avoir fait des dizaines, voire des centaines de morts chez leurs adversaires. Le 2 avril, l'Arménie affirme avoir fait 200 morts dans les rangs azéris, tandis que l'Azerbaïdjan déclare que 100 soldats arméniens ont été tués, mais ces bilans sont probablement exagérés.
Le 2 avril, l'Arménie affirme que 18 de ses militaires ont été tués et environ 35 blessés. De son côté, le ministère azerbaïdjanais de la Défense déclare qu'au moins 12 soldats sont morts et qu'un hélicoptère a été abattu.
Le 4 avril, l'Azerbaïdjan annonce la mort de trois autres de ses soldats.
Deux civils sont également tués le 2 avril ; un enfant arménien de 12 ans, touché par des tirs d'artillerie, et un civil azéri. Sept civils arméniens blessés.
Au jour du 4 avril, selon la presse arménienne, l'Azerbaïdjan aurait perdu une vingtaine de chars de combat dont six à neuf détruits, deux hélicoptères, quatre drones voire plus et une perte importante de troupes au sol. On peut constater que les combats se poursuivent sur le front et qu'il peut s'agir d'une nouvelle guerre, qui pourrait même s'officialiser à la suite des déclarations[Quoi ?] du président arménien,.
Selon Armenpress, le politologue arménien Hrant Mélik-Chahnazarian a publié sur le site voskanapat.info une lettre émise le 28 avril 2016 par un haut-responsable de l’armée azérie, le général Nedjmedin Sadikov, destinée à Zakir Hasanov, le ministre de la Défense de l’Azerbaïdjan, dans laquelle il faisait état des pertes azéries lors de la « guerre de 4 jours » contre les forces de l’Artsakh (Haut-Karabagh).
Dans cette lettre, N. Sadikov écrit que les pertes de l’armée azérie entre le 2 et le 6 avril lors de la guerre contre les forces arméniennes à la frontière de l’Artsakh sont de 558 soldats azéris tués et 1 293 blessés. Parmi ces blessés, 58 étaient en état d’extrême gravité. À noter que sur le seul front de Talish-Martakert, les pertes azéries étaient de 98 soldats. Du côté arménien, les pertes furent de 102 soldats et civils.

## Réactions
- Russie : La Russie est le premier pays à réagir, Vladimir Poutine appelant « les deux parties à un cessez-le-feu immédiat et à faire preuve de retenue pour éviter qu'il y ait de nouvelles victimes »[21].
- États-Unis : Le secrétaire d’État américain John Kerry condamne « dans les termes les plus forts » les affrontements et presse les deux parties de « respecter strictement le cessez-le-feu »[26].
- Turquie : La Turquie prend le parti de l'Azerbaïdjan, le président Recep Tayyip Erdoğan déclare : « Nous prions pour que nos frères azerbaïdjanais triomphent de ces combats avec le moins de pertes possibles » et assure que la Turquie soutiendrait l'Azerbaïdjan « jusqu'au bout »[15],[27],[28]. Les incidents interviennent en pleine crise russo-turque, bien que la Russie entretienne de bonnes relations à la fois avec l'Azerbaïdjan et l'Arménie, elle est l'alliée historique de l'Arménie où elle dispose de deux bases militaires[29].

### Vidéographie
- [vidéo] Drone azerbaïdjanais volant dans la zone d'incident, Azatutyun Radiokayan, 4 avril 2016.

### Reportage photographique
- Anush Babajanyan, « [En photos] Les territoires déchirés du Nagorno-Karabah », sur Vice news, 20 avril 2016.